# アトカ島

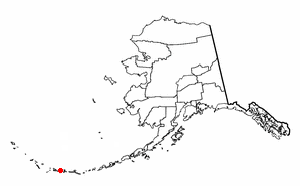
アトカ島

アトカ島(アトカとう、英;Atka Island、アレウト語:Atx̂ax̂ )とはアリューシャン列島中アンドリアノフ諸島最大のアメリカ合衆国領の島。アラスカ州に属し、北緯52度07分、西経174度30分の位置にある。また、北東部にコロヴィン火山が存在する。2000年の国勢調査では人口は95人で、そのうち61人がアトカに集中している。
アトカ島には太平洋戦争中に作られたアメリカ軍の基地がある。太平洋戦争中には日本海軍の呂号第六十一潜水艦が接近して交戦し、米軍の水上機母艦1隻を撃破したが、その後反撃を受けて沈められている。